# 藤原実教
藤原 実教（ふじわら の さねのり）は、平安時代後期から鎌倉時代初期にかけての公卿。藤原北家末茂流、中納言・藤原家成の六男。官位は正二位・中納言。

## 経歴
参議・藤原公親の猶子となる。鳥羽院政期末の久寿3年（1156年）従五位下に叙爵し、仁安3年（1168年）従五位上・近江守に叙任される。
嘉応3年（1171年）右衛門佐に任ぜられると、承安2年（1172年）左近衛権少将、承安3年（1173年）正五位下、承安4年（1174年）従四位下に叙される。治承元年（1177年）従四位上と武官を務めながら昇進する。寿永2年（1183年）正四位下・右近衛中将に叙任され、文治2年（1186年）蔵人頭（頭中将）に補せられた。
文治4年（1188年）に参議となり公卿に列す。議政官として近衛中将・播磨権守を兼帯し、文治5年（1189年）従三位、建久元年（1190年）正三位と後白河院政期末にかけて昇進を続けた。また、後白河法皇の命令を受けて、法皇の寵妃である丹後局の前夫の子である教成を養子としている。
建久3年（1192年）後白河法皇が没すると、翌建久4年（1193年）参議を辞して、左兵衛督に任ぜられる。のち、右衛門督・皇后宮権大夫を務め、この間の建久8年（1197年）従二位に叙せられている。建久9年（1198年）参議に還任されると、翌正治元年（1199年）正二位・権中納言に叙任され、建仁2年（1202年）中納言に昇進した。
建暦2年（1212年）に出家するが、以後も処々に出仕を続けたという。嘉禄3年（1227年）3月26日に病を発し、4月3日の朝に薨去。享年78。

## 人物
糸竹音曲に携わったという。後鳥羽天皇の笛の師でもあった。
なお実教は、下記の史料から漢字を書けなかった可能性が高い。
臨時祭の日程や使者を決めて定文にそれらを書いて奏上する臨時祭定で執筆役を務めた際、漢字を知らないのでその場では書くふりをして、懐中に準備したものと取り替えたという。実教が没した翌日、藤原定家が実教の評を『明月記』に書いているが、「実教は漢字を書かなかったけれども、管弦の道に秀でていただけでなく、存命中は忠節を怠らなかった。公事を習って口頭で巧みに説いた。出家してもなお出仕し、人との付き合いもやめなかった。事を行うにあたって古老の中心的存在であった」と述べている。
一方、実教は公事に際して漢字を書けないことを記憶力で補っていたらしく、承元4年（1210年）に賀茂社で臨時神楽を行おうとした時、実教は神楽歌「宮人」が歌われた事例を2度で、いつ、どこで、誰が唱えたかを具体的に語ったという（『古事談』）。

## 官歴
『公卿補任』による。
- 久寿3年（1156年） 正月6日：従五位下（統子内親王給）
- 仁安3年（1168年） 正月6日：従五位上。12月13日：近江守（下名次）
- 嘉応3年（1171年） 正月18日：兼右衛門佐
- 承安2年（1172年） 正月26日：左近衛権少将。閏12月7日：信濃守、少将如元
- 承安3年（1173年） 正月5日：正五位下（院当年御給）
- 承安4年（1174年） 正月11日：従四位下（朝覲行幸院御給）
- 治承元年（1177年） 12月17日：従四位上（蓮華王院供養日、行幸賞、院御給）
- 治承4年（1180年） 4月1日：斎院長官
- 寿永2年（1183年） 正月8日：正四位下（臨時）。正月14日：辞長官。4月9日：右近衛権中将
- 文治2年（1186年） 12月15日：蔵人頭
- 文治4年（1188年） 10月14日：参議
- 文治5年（1189年） 正月5日：従三位。正月18日：兼播磨権守
- 建久元年（1190年） 10月27日：左近衛中将。12月14日：正三位（平野大原野行幸行事賞）
- 建久4年（1193年） 12月9日：左兵衛督、去参議。12月29日：本座
- 建久8年（1197年） 正月30日：兼右衛門督。4月22日：従二位（行幸七条院賞）
- 建久9年（1198年） 3月5日：兼皇后宮権大夫（皇后・範子内親王）。12月9日：還任
- 正治元年（1199年） 3月23日：兼讃岐権守。6月22日：正二位、権中納言
- 正治3年（1201年） 正月29日：兼皇后宮大夫
- 建仁2年（1202年） 10月20日：中納言
- 元久元年（1204年） 4月12日：辞退。5月15日：本座
- 元久3年（1206年） 9月2日：止大夫（院號）
- 承元2年（1208年） 7月9日：兼按察使
- 建暦2年（1212年） 12月19日：出家
- 嘉禄3年（1227年） 4月3日：薨去

## 系譜
- 父：藤原家成
- 母：藤原経忠の娘
- 妻：藤原光子（?-1203） - 藤原光隆の娘
  - 次男：藤原公頼（1172-1250）
  - 男子：藤原公基
  - 三男：藤原公長（1184-?）
  - 男子：藤原公広（?-?）
- 生母不詳の子女
  - 男子：藤原宗明（?-?）[5]
  - 女子：藤原範能室
  - 女子：中納言室
  - 女子：藤原兼光室
- 養子女
  - 養子：藤原教成（1177-1239） - 実は平業房の子、山科家の祖